# 童年的回憶
《童年的回憶》是盧亮輝於1991年接受行政院文化建設委員會委託創作的國樂團合奏曲，原取名為《童年的回想》。此曲以簡單而甜美的旋律譜出主題，表達童年時期歡樂的情景和天真無邪的心靈，在各式國樂器的反覆演奏下製造出極佳的效果。
全曲共有兩個主題，以A－B－A的方式呈現。開頭小鐵琴藉簡單的旋律拉開回憶的序幕，隨後三角鐵、胡琴的撥弦、笛子漸漸加入到整個樂團，反複著相同的樂句，帶領聽眾一同走入童年的回憶中，快板後由笛子領頭吹奏第二主題旋律，並利用二胡的擊弓、琵琶的絞絃及大、小軍鼓模擬孩提時接受童子軍訓練的情景，末段時各樂器以輪奏的方式將主題再現，帶著孩子進入夢鄉，為整首曲子畫下一個安靜的句點。